# Leonard Hanson
Leonard „Len“ Hanson (* 1. November 1887 in Bradford; † 27. Oktober 1949 ebenda) war ein britischer Turner.

## Erfolge
Leonard Hanson gab 1908 in London sein Olympiadebüt und trat dort im Einzelmehrkampf an, einem der beiden Wettkämpfe im Geräteturnen. Diesen schloss er weit abgeschlagen mit 121 Punkten auf dem 85. Rang ab. Vier Jahre darauf nahm er auch an den Olympischen Spielen in Stockholm im Einzelmehrkampf teil und platzierte sich diesmal als Zwölftplatzierter wesentlich besser. Darüber hinaus gehörte Hanson zur britischen Turnriege im Mannschaftsmehrkampf. Dabei traten insgesamt fünf Mannschaften an, die aus 16 bis 40 Turnern bestanden und während des einstündigen Wettkampfs gleichzeitig antreten mussten. Bewertet wurden neben der Ausführung der Übungen an den Geräten auch das Verlassen und der Wechsel der Geräte sowie der Einmarsch zu Beginn. Am Ende wurden anhand eines Durchschnittswerts der einzelnen Nationen die Abschlussplatzierungen ermittelt. Neben den Briten traten auch Turnriegen aus Italien, Ungarn, dem Deutschen Reich und Luxemburg an. Mit 53,15 Punkten setzten sich die Italiener gegen ihre Konkurrenten durch. Die Ungarn erzielten indes 45,45 Punkte und belegten damit vor den drittplatzierten Briten mit 36,90 Punkten den zweiten Platz. Hanson gewann somit zusammen mit Albert Betts, William Cowhig, Sidney Cross, Harry Dickason, Herbert Drury, Bernard Franklin, Samuel Hodgetts, Charles Luck, William MacKune, Ronald McLean, Alfred Messenger, Henry Oberholzer, Edward Pepper, Edward Potts, Reginald Potts, George Ross, Charles Simmons, Arthur Southern, William Titt, Charles Vigurs, Samuel Walker und John Whitaker die Bronzemedaille.
Hanson begann im Alter von 14 Jahren mit dem Turnsport und belegte 1907 den dritten Platz bei den englischen Landesmeisterschaften im Einzel. Mit der Mannschaft erreichte er 1911 das Finale des Adams Shield, der nationalen Mannschaftsmeisterschaft, die er mit den Bradford All Saints gegen die Birmingham Athletic Association verlor. 1911 und 1913 wurde er schließlich im Einzel englischer Meister. 1912 verpasste er den Titel knapp hinter Edward Potts. Nach seiner aktiven Karriere war er als Wertungsrichter tätig.
Während des Ersten Weltkriegs diente Hanson beim Duke of Wellington’s Regiment der British Army.